# Shimotsukare
Shimotsukare (しもつかれ) là một món ăn địa phương của Nhật Bản được phổ biến ở phía Bắc vùng Kantō của Nhật Bản, chủ yếu ở Tỉnh Tochigi,Tỉnh Gunma và Tỉnh Ibaraki . Món ăn này thường được phục vụ vào hatsu-u-no hi (初午の日); trong tiếng Nhật, từ này có nghĩa đen là ngày đầu tiên trong tháng Hai) cùng với sekihan như một lễ vật dâng lên vị thần huyền thoại Inari Okami. Shimotsukare thường được chế biến bằng cách ninh đầu cá hồi, rau, đậu nành, abura-age (あぶらあげ hoặc da đậu hũ chiên giòn) và rượu sake kasu (酒粕, nghĩa đen có nghĩa là bột gạo từ rượu sake lên men). Các thành phần bổ sung phổ biến bao gồm củ cải sống nghiền (oroshi daikon ) và cà rốt. Món ăn này còn được gọi là shimitsukari, shimitsukare hoặc sumitsukare ở một số vùng.

## Nguồn gốc và lịch sử

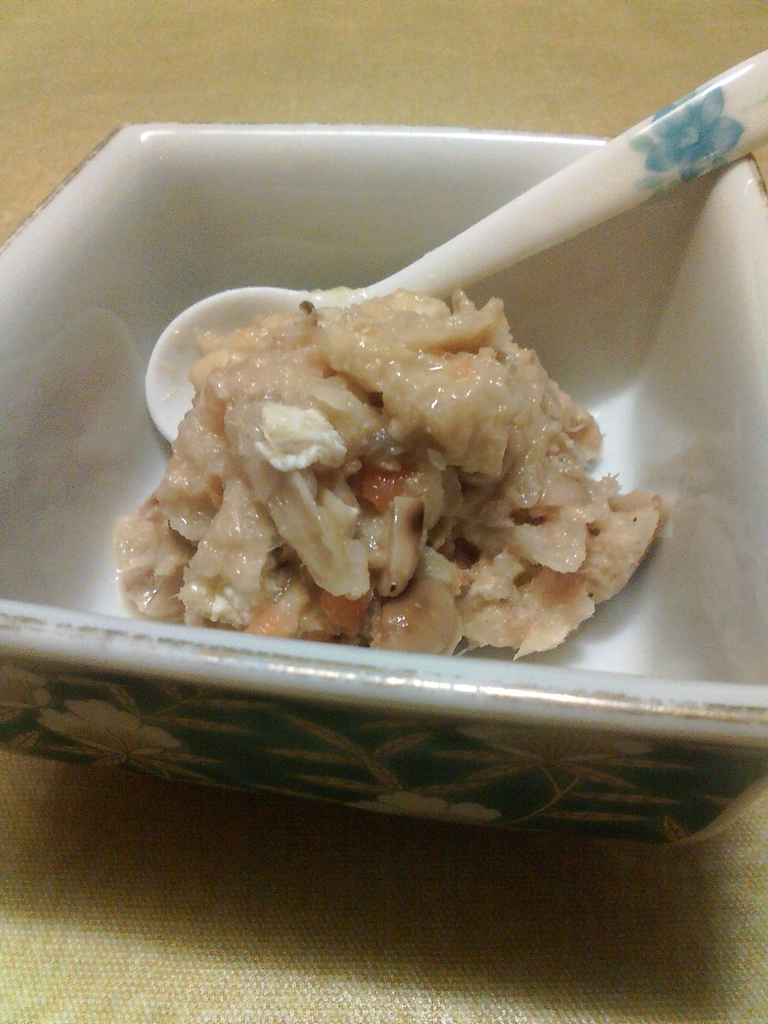
Shimotsukare được chế biến bằng cách ninh đậu nành với đầu cá hồi và rượu sake kasu. Đây là một món ăn địa phương nổi tiếng ở Tochigi.